# Alan Alda
Alan Alda (* 28. ledna 1936 New York) je americký herec, režisér a scenárista, který se do širokého povědomí televizních diváků na celém světě zapsal svou rolí chirurga Benjamina Franklina "Hawkeye" Pierce v seriálu M*A*S*H (1972–1983).

## Biografie

### Rodina, dětství a školní léta
Narodil se 28. ledna 1936 v New Yorku jako Alphonso Joseph D'Abruzzo. Jeho otec byl herec a kabaretní umělec italského původu Robert Alda a matka bývalá revuální tanečnice a miss Manhattanu Joan Brownová s irskými předky. Jako syn herce z kabaretního prostředí, z prostředí divadla i filmu se s hereckou prací důvěrně seznámil již v dětství. Na dobu strávenou v zákulisí kabaretu pak vzpomíná ve svých memoárech takto: „Byl to svět drsných vtipů a smíchu dlouho do noci, svět hraní a popíjení a častých pohledů na odhalené zadky, stehna a prsa nahých žen“. I když patřil jeho otec v kabaretu k váženým umělcům a pracoval nepřetržitě i během ekonomické krize, se svým platem jen stěží uživil rodinu. Zlom v jeho kariéře přišel se vstupem Spojených států amerických do druhé světové války. Významní hollywoodští herci vstupovali do armády a hledači talentů sháněli nové tváře. V roce 1943 obdržel jeho otec od studia Warner Bros. dlouhodobou smlouvu a i s rodinou se odstěhoval do Hollywoodu, kde natočil svůj první film Rapsodie v modrém (Rhapsody in Blue; 1945). Film měl úspěch a z Roberta Aldy udělal přes noc hvězdu.
Rozjíždějící se filmovou kariéru Roberta Aldy přerušila rodinná tragédie, když sedmiletého Alana postihla dětská obrna, která tehdy způsobovala tuhnutí kloubů a často i smrt. Pomohla mu experimentální léčba, kterou vyvinula australská sestra Elizabeth Kenneyová (1880–1952). Po dvou letech se jeho nohy začaly hýbat a tak se mohl vrátit do školy mezi své vrstevníky. Vrátil se do školy, ale zjistil, že mu bylo lépe ve společnosti dospělých lidí, otcových kolegů. Uzdravil se, nicméně hollywoodská kariéra se zadrhla, a proto když se ozvala Broadway, vrátili se v roce 1949 Aldovi do New Yorku. Jeho otec zde dostal nabídku na hlavní roli v připravovaném muzikálu Frajeři a saze (Guys and Dolls). Za svůj výkon v roli hazardního hráče Sky Mastersona sklízel bouřlivé kritiky a v roce 1950 obdržel i prestižní divadelní ocenění cenu Tony. Nyní žil s rodinou na předměstí New Yorku, kde navštěvoval církevní střední školu. Zde se objevil v několika školních představeních a naplno se projevila jeho záliba v psaní. Přispíval do školních novin a dokonce napsal i vlastní divadelní hru, kterou nazval Jízdenkou je láska! (Love's the Ticket) a k níž složil i dvanáct písní. Hra byla jeho učitelem angličtiny zařazena do repertoáru školního divadla a setkala se s velkým úspěchem.
V roce 1952 se coby šestnáctiletý jinoch zapsal na Forthamovu univerzitu, kde si jako hlavní obor zvolil anglický jazyk. Plně se zde věnoval psaní a divadlu. Ve třetím ročníku využil možnosti a odjel studovat do Evropy na pařížskou Sorbonu. V téže době jeho otec přijal roli v televizním seriálu o špiónech za druhé světové války, který byl natáčen v Amsterdamu. Při občasných návštěvách svého otce v Amsterdamu se v tomto seriálu objevil po jeho boku. V té době se naplno projevila psychická porucha a alkoholizmus jeho matky, která musela být hospitalizována na psychiatrii[zdroj?]. Po roce stráveném v Evropě se s matkou vrátil zpátky domů do Ameriky. Jeho otec, který se již dál nedokázal vyrovnávat s manželčinou psychickou poruchou[zdroj?], požádal o rozvod a zůstal v Evropě, kde se v Itálii oženil s Florou Marinovou s níž měl syna Anthonyho. Alan se v posledním ročníku na vysoké škole na jednom koncertě setkal s klarinetistkou Arlene Weissovou. 15. března 1957 se vzali.

### Herecké začátky

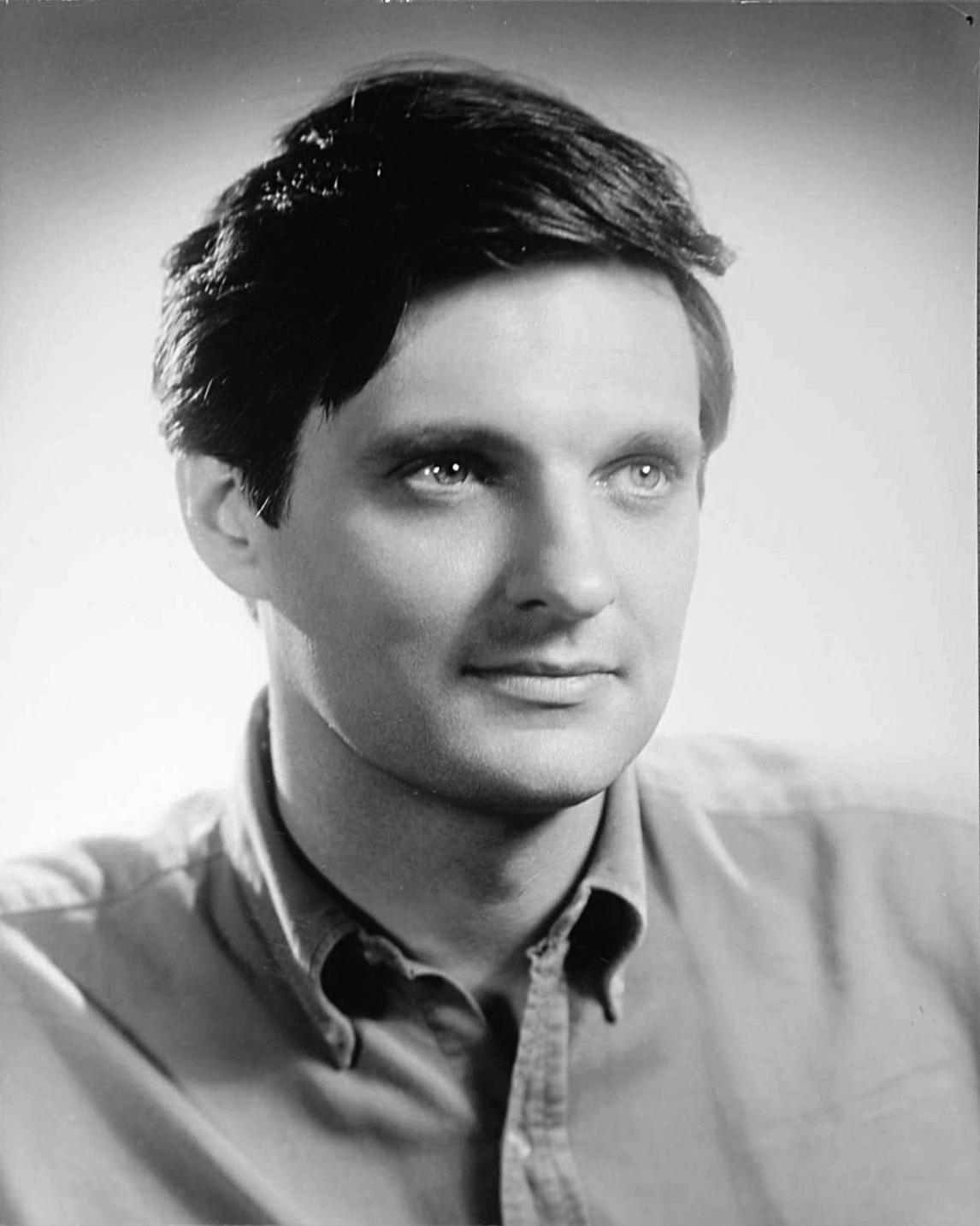
Alan Alda, 60. léta 20. století

Novomanželé se přestěhovali do centra na Manhattanu, kde se mohl naplno věnovat herectví. Jeho herecké začátky nebyly vůbec jednoduché – musel si různě přivydělávat a Arlene dávala hodiny, aby doplnila rodinné příjmy. V roce 1958 se jim narodila první dcera. V téže době získal grant Fordovy nadace na vystupování v Clevelandském divadelním domě, kde se objevoval ve hrách jako byly Jobova kniha (The Book of Job; 1958) nebo Monika (Monique; 1958). V roce 1961 zazářil poprvé na Broadwayi, když byl obsazen do vedlejší role dobrosrdečného, ale prostoduchého farmářova syna ve hře To všechno odnes čas (Purlie Victorious). Hvězdami představení byli Ossie Davis a Ruby Deeová a ze hry se stal obrovský hit. Svým výkonem si vydobyl pověst vycházející hvězdy broadwayské scény. Ve filmové verzi z roku 1963 s názvem To všechno odnes čas (Gone are the Days, 1963) režiséra Nicholase Webstera debutoval před filmovou kamerou. Koupil dům na okraji New Jersey. Na Broadwayi se stal trhákem her Férová hra lásky (Fair Game for Lovers), provokativní komedie s rasovou problematikou Básník a kočička (The Owl and the Pussycat) a úspěšného muzikálu Jabloň (The Apple Tree), kde hrál po boku Barbary Harrisové a Larryho Blydena. Za svůj výkon v tomto muzikálu byl poprvé v kariéře nominován na prestižní divadelní cenu Tony. Objevuje se i v populárních televizních pořadech jako The Phil Silvers Show (1958), Naked City (1962), The Nurses (1963), Route 66 (1963), The Trials of O'Brien (1965), Coronet Blue (1967) a What's My Line. V roce 1968 se dostal do širšího povědomí filmového publika díky hlavní roli ve filmu podle autobiografického bestselleru Georgeho Plimptona Papírový lev (Paper Lion, 1968). Ani tento, ani další filmy, ve kterých se objevil, nebyly úspěšné. Jeho slibná kariéra jakoby uvízla na mrtvém bodě. Záchranou se měl stát chirurg mobilní armádní chirurgické nemocnice Hawkeye Pierce.

### M*A*S*H, hvězdná léta 1972 až 1983

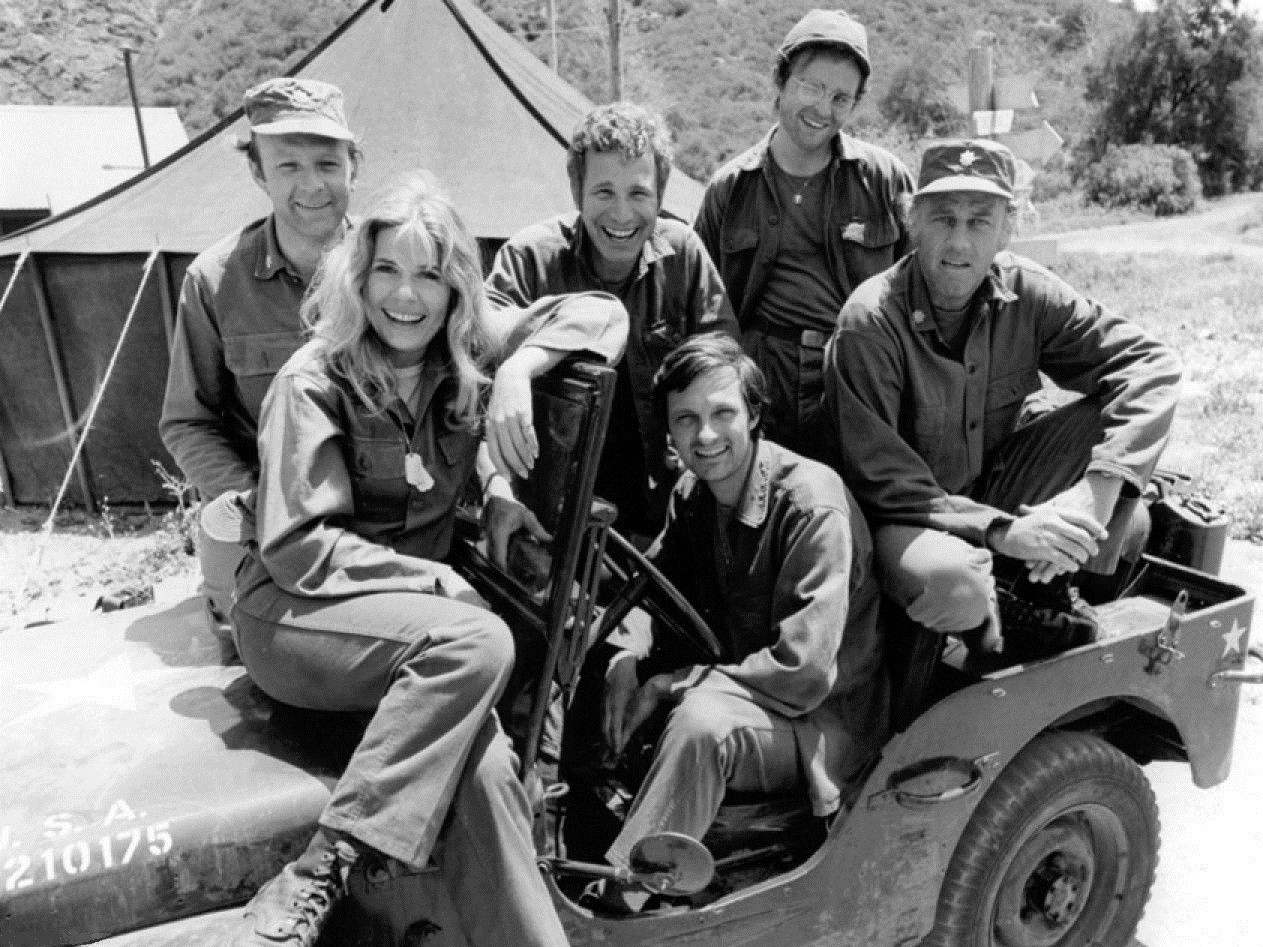
Ze seriálu M*A*S*H (1974), Alda na místě řidiče

V roce 1972 přijal nabídku televizní společnosti CBS k natočení drama z vězeňského prostředí podle námětu Trumana Capota s názvem The Glass House (1972). Během natáčení ve státní věznici v Utahu jej navštívil televizní producent Gene Reynolds, který právě hledal představitele pro hlavní roli kapitána Pierce do pilotní epizody televizního seriálu M*A*S*H podle filmového hitu Roberta Altmana z roku 1970. I když se Alanovi scénář, který vzešel z pera známého rozhlasového, televizního a divadelního autora Larryho Gelbarta, velmi líbil, zpočátku váhal, zdali se má upsat takovému projektu a teprve 24 hodin před začátkem zkoušek na seriál nabídku přijal. Seriál M*A*S*H měl premiéru 17. září 1972 a nezaznamenal žádný výrazný úspěch. Časopis Time jej dokonce označil za jedno z největších zklamání televizní sezóny 1972–1973. Ke konci druhé sezóny už měl M*A*S*H své věrné diváky a stal se čtvrtým nejsledovanějším televizním seriálem. M*A*S*H se stal trhákem a z Aldy udělal hvězdu. Postupem času se čím dál tím více zapojoval do samotného natáčení. Začal producentům nabízet své nápady a dialogy. Už v první sezóně seriálu se objevil jako autor scénáře epizody Boj o jégrovky (The Long John Flap; 1973). V sérii druhé se poprvé ocitl za televizní kamerou, když režíroval epizodu Pošta (Mail Call; 1974). Obě tyto profese zkoušel i mimo seriál M*A*S*H. Stal se spolurežisérem (společně s Johnem Badhamem) úspěšné televizní komedii 6 + 1 s vyhlídkou na Riverside (6 Rms Riv Vu; 1974). V roce 1975 byl tvůrcem a spoluproducentem seriálu Vystačíme si (We'll Get by; 1975) a v roce následujícím tvůrcem seriálu Hickey (Hickey; 1976). Oba seriály u publika neuspěly a na televizní obrazovce se udržely pouze krátce. Po odchodu Larryho Gelbarta v roce 1976 ze seriálu M*A*S*H se jeho tvůrčí podíl na seriálu ještě rozšířil – stal se autorem i režisérem třetiny epizod. V průběhu jedenácti let u seriálu M*A*S*H napsal celkem 23 epizod a 36 jich režíroval. Za svou práci na seriálu M*A*S*H byl v letech 1972–1983 nominován a získal celou řadu prestižních ocenění. Získal celkem 25 nominací na cenu Emmy, přičemž pětkrát si cennou sošku odnesl domů. Na konci sedmdesátých let se stal jediným člověkem v historii televize, který získal tuto cenu jako herec, režisér i scenárista. Od hollywoodského sdružení zahraničního tisku (Foreign Press Association) obdržel za M*A*S*H šest Zlatých glóbů jako nejlepší komediální herec, od kritiků nejpřísnějších sedm Cen diváků (People's Choice Awards) a třikrát získal cenu pro režiséry Director's Guild Award.
V roce 1978, krátce před startem sedmé sezóny seriálu M*A*S*H, dokončil po šestileté pauze svůj první hraný film. Film se jmenoval Příští rok ve stejnou dobu (Same Time, Next Year, 1978) a šlo o přepis stejnojmenné úspěšné broadwayské divadelní hry Bernarda Sladea. Zde si zahrál hlavní roli nevěrného účetního George Peterse, který se roku 1951 v malém přímořském hotýlku seznámí s vdanou ženou a po následujících pětadvacet let s ní prožíval každoročně jeden milenecký den. Jeho filmovou partnerkou zde byla Ellen Burstynová. Ještě téhož roku se objevil po boku Jane Fondové ve filmové adaptaci čtyř jednoaktovek dramatika Neila Simona s názvem Apartmá v Kalifornii (California Suite, 1978). Příběhy o pěti manželských párech, kteří se v týdnu udělování Oscarů náhodně sejdou v jednom z hotelů v Beverly Hills, stejně jako netradiční mimomanželská romance, zaznamenaly u diváků obrovský úspěch. Dohromady získaly oba filmy 7 nominací na Oskara a herečka Maggie Smithová si za svůj výkon ve filmu Apartmá v Kalifornii zlatou sošku odnesla domů. Jeho druhý pokus dobýt stříbrné plátno vyšel a on se ocitl na vrcholu své kariéry. K následujícímu filmu Svedení Joea Tynana (The Seduction of Joe Tynan; 1979), vyprávějícímu o mladém idealizovaném senátorovi, který podlehl zkorumpovanému politickému systému si napsal i scénář. Role jeho filmové partnerky se zde ujala Meryl Streepová. V roce 1980 napsal, režíroval a ztvárnil hlavní roli v komedii o přátelství a citových problémech tří manželských párů, které spolu tráví svou dovolenou, v průběhu čtyř ročních období. Film se jmenoval Čtyři roční období (The Four Seasons; 1981) a vedle něj se ve filmu objevily Carol Burnettová, Rita Moreno a dvě z jeho tří dcer. Film se stal jedním z finančně nejúspěšnějších snímků roku a upevnil tak jeho pověst jedné z nejtalentovanějších a nejvýnosnějších hollywoodských hvězd.

### Po M*A*S*Hi, léta hledání
Na konci roku 1982 oznámil, že jedenáctá sezóna seriálu M*A*S*H bude poslední. 28. února roku 1983 byl odvysílán poslední díl s názvem Na shledanou, sbohem a amen (Goodbye, Farewell and Amen; 1983). Režisérem a spoluautorem této epizody se stal on sám. Závěrečný film zhlédlo zhruba sto dvacet pět miliónů Američanů a sledovanost dosáhla 77%, což znamená, že sedmdesát sedm ze sta Američanů, kteří v tu chvíli měli zapnutý televizor, sledovalo M*A*S*H. Dvouhodinová závěrečná epizoda se tak stala jednou z nejsledovanějších v historii americké televize. Po 11 letech v roli Hawkeyeho Pierce se rozhodl prosadit i v postavách odlišného typu. Prvním dílem se stal televizní seriál Čtyři roční období, napsaný podle jeho úspěšného filmu. Seriál však skončil neúspěchem.
V roce 1984 postihla jeho otce těžká mrtvice, ze které se již nikdy plně neuzdravil. 3. května 1986 jeho otec zemřel. Alda hledal útěchu v práci. V následujících letech napsal dva filmy, ve kterých vytvořil hlavní roli a které režíroval. V prvním z nich, s názvem Sladká svoboda (Sweet Liberty; 1986), si bere na paškál showbusiness. Hlavního hrdinu, solidního univerzitního profesora, zavádí jako poradce pro hollywoodský historický spektákl do prostředí filmových intrik a lží. Ve filmu se po jeho boku objevuje Michelle Pfeifferová, Bob Hoskins, Michael Caine a v malé roli Aldovy matky také legenda éry němého filmu a hvězda filmů Davida Wark Griffitha Lillian Gishová. Druhým byl film Nový život (A New Life; 1988), ve kterém mu byla partnerkou Ann-Margret. Oba filmy propadly jak u diváků, tak u kritiky. Odmítá nabídky na obnovení seriálu M*A*S*H, aby se pokoušel vymanit ze své image prima chlapíka.
První příležitost k této změně mu dal Woody Allen, když jej obsadil do malé role egocentrického televizního producenta Lestera ve své tragikomedii Zločiny a poklesky (Crimes and Misdemeaners; 1989). Film uspěl u kritiky i u diváků a za svůj výkon byl prestižní skupinou newyorských filmových kritiků a organizací newyorských filmových profesionálů National Board of Review označen za nejlepšího herce ve vedlejší roli roku. K těmto oceněním přidal ještě nominaci na cenu Britské akademie filmového a televizního umění (BAFTA).

### 90. léta
Do devadesátých let vstoupil dalším autorským filmem, komedií Betsyina svatba (Betsy's Wedding; 1990). V roce 1992 vytvořil ve filmu Šepoty ve tmě (Whispers in the Dark; 1992) svou další atypickou filmovou roli vrahounského psychiatra. Za svůj výkon byl poprvé nominován v kategorii nejhorší herec ve vedlejší roli na Zlatou malinu. Přerod od image prima chlapíka, jakého znali milióny televizních diváků, k charakterním postavám byl dokonán. Poté, co se na filmovém plátně dokázal prosadit i v charakterních rolích, rozhodl se pro návrat na divadelní prkna.

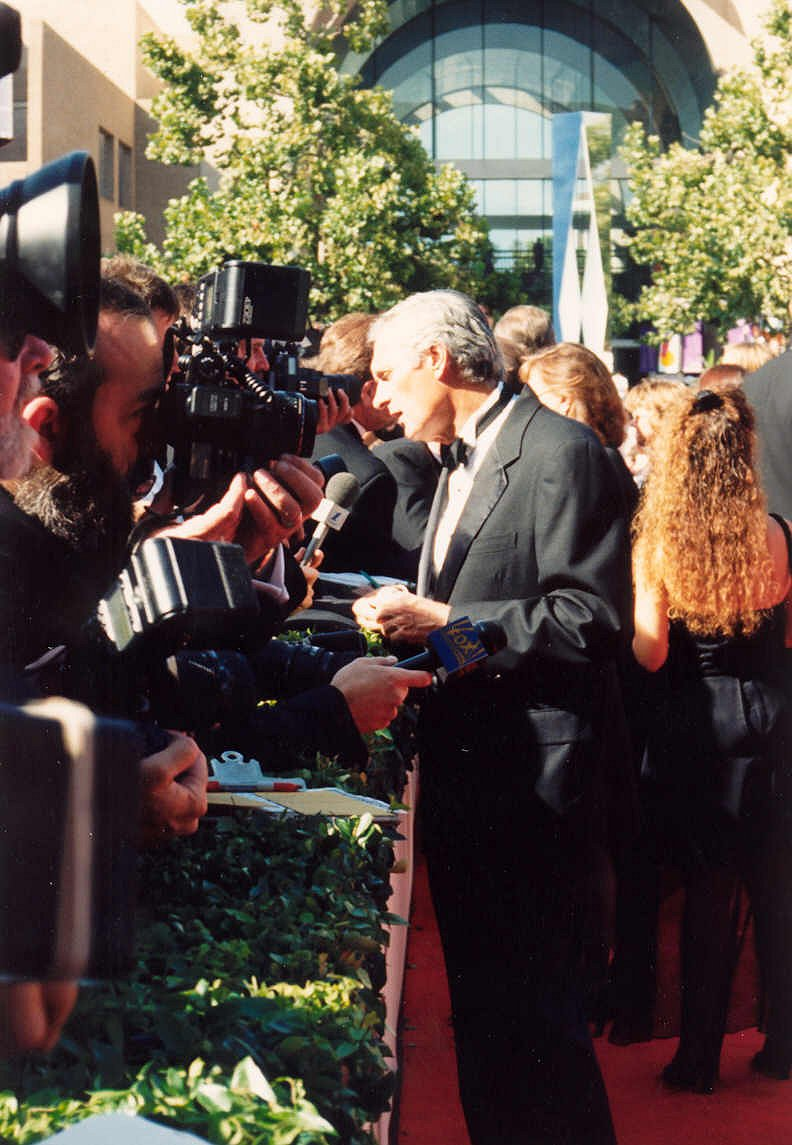
Alan Alda na červeném koberci při předávání cen Emmy v roce 1994

V roce 1992 se po šestadvaceti letech znovu objevuje na Broadwayi jako hvězda nové hry dramatika Neila Simona Jakeovy ženy (Jake's Women). Příběh spisovatele středního věku, který řeší svou tvůrčí i životní krizi svérázným způsobem, když své názory a nabyté zkušenosti konfrontuje s několika dívkami a ženami, které osudově vstoupily do jeho života, se dočkal více než 200 repríz a za svůj výkon byl podruhé v kariéře nominován na prestižní divadelní cenu Tony. V roce 1996 si roli zopakoval ve stejnojmenné televizní adaptaci. V roce 1998 byla v produkci herce Seana Conneryho na Broadwayi uvedena hra francouzské dramatičky Yasmine Rezy Kumšt (Art), ve které tři nerozluční kamarádi debatují o současném umění nad minimalistickým obrazem tvořeným bílými proužky na bílém pozadí, který jeden z nich právě koupil. Vedle něj v roli Marca se v představení objevil Victor Garber jako Serge a Alfred Molina jako Yvan.
Na stříbrném plátně pokračovala jeho spolupráce s Woody Allenem. Objevuje se v Allenově krimikomedii Tajemná vražda na Manhattanu (Manhattan Murder Mystery; 1993) a v muzikálu Všichni říkají: Miluji tě (Everyone Says I Love You; 1996) po boku Daryl Hanah. Dále se objevil v politické satiře režiséra Michaela Moora Kanadská slanina, ve které se jako americký prezident rozhodne pro vyhlášení války s Kanadou, aby obnovil svou popularitu, v akčním dramatu o vraždě na jedné z nejprestižnějších adres světa Vražda v Bílém domě (Murder at 1600; 1997) s Wesleyem Snipsem v hlavní roli, ve filmu režiséra Costy-Gavrase o praktikách televizního zpravodajství Město šílenců (Mad City, 1997), ve kterém se objevuje po boku Dustina Hoffmana a Johna Travolty nebo v americké romantické komedii o tom, co se všechno může stát, když se dají dohromady těhotná dívka v podání Jennifer Aniston a sympatický gay Paul Rudd Objekt mé touhy (The Object of My Affection, 1998).
Devadesátá léta pro něj znamenala také úspěšný návrat na televizní obrazovky. V roce 1993 si splnil jeden ze svých snů, když přijal nabídku americké veřejnoprávní televize moderovat televizní cyklus zabývající se vědou Vědecké hranice Ameriky (Scientific American Frontiers; 1990–2005). Jako moderátor vydržel plných dvanáct let, až do konce cyklu v roce 2005. V roce 1994 byl Americkou televizní akademií za celoživotní práci uveden do Síně slávy. V roce 1994 se objevil v dramatu věnovaném obětem nemoci AIDS A kapela hrála dál (And the Band Played On; 1993), který byl natočen pro společnosti HBO a ve kterém se objevila celá řada filmových hvězd (Richard Gere, Phil Collins, Steve Martin aj.). Pro společnost HBO natočil také film Bílá míle (White Mile; 1994). Jako host se v roce 1999 objevil v pěti epizodách populárního amerického seriálu z lékařského prostředí Pohotovost (ER; 1994–2009), kde ztvárnil postavu doktora Gabriela Lawrence, u kterého se začínají projevovat příznaky Alzheimerovy choroby.

### Znovu na vrcholu
Do nového tisíciletí vstoupil s nominací na cenu televizní akademie Emmy za roli v seriálu Pohotovost (ER; 1994–2009) a na filmovém plátně se objevil po boku Mela Gibsona a Helen Huntové ve filmu Po čem ženy touží (What Woman Want, 2000). V březnu 2001 se představil na jevišti jako nositel Nobelovy ceny za práci na kvantové teorii Richard Feynman ve hře Petera Parnella QED. V roce 2004 se objevil ve výpravném filmu Martina Scorseseho o životě leteckého průkopníka, režiséra a producenta Howarda Hughese Letec (The Aviator; 2004). Za ztvárnění senátora Brewstera byl poprvé nominován na cenu Americké filmové akademie Oscar. V roce 2004 se připojil k sestavě seriálu Západní křídlo (The West Wing, 1999–2006), kde vytvořil postavu republikánského kandidáta na prezidenta Arnolda Vinicka. V seriálu vystupoval až do jeho konce v roce 2006. Za svou roli byl dvakrát (v letech 2005 a 2006) nominován na cenu Emmy a v roce 2006 svou nominaci proměnil ve vítězství. V roce 2005 se na Broadwayi objevil v obnovené verzi Pulitzerovou cenou ověnčené divadelní hře dramatika Davida Mameta z prostředí realitní kanceláře Konkurenti (Glengarry Glen Ross). Hra byla nominována na šest cen Tony a svou třetí nominaci v kariéře získal za svůj výkon v roli Shelleyho Levena i Alan Alda. V roce 2005 se zařadil po bok několika málo herců, kteří byli za své herecké výkony v jednom roce nominováni na tři prestižní ceny – na filmového Oscara (za vedlejší roli ve filmu Letec), televizní Emmy (za roli v seriálu Západní křídlo) a divadelní Tony (za výkon v představení Konkurenti). Po skončení seriálu Západní křídlo se plně vrátil na stříbrné plátno. V roce 2005 se na knižních pultech objevily jeho memoáry s názvem Nikdy si nedávejte vycpat svého psa (Never Have Your Dog Stuffed) s následujícím receptem na spokojenost: „Prostě žijte. Trochu se smějte. Ale jestli vážně potřebujete nějakou radu, jestli se bez té rady opravdu neobejdete, pak... ať děláte cokoli, propánaboha, hlavně si nikdy nedávejte vycpat svého psa! “.

## Filmografie

### Filmové role
| Premiéra          | Název                                                      | Role                         | Režie              |
| říjen 2008        | Flash of Genius                                            | Gregory Lawson               | Marc Abraham       |
| září 2008         | Nic než pravda                                             | Alan Burnside                | Rod Lurie          |
| 4. červen 2008    | Diminished Capacity                                        | Rollie Zerbs                 | Terry Kinney       |
| 24. srpen 2007    | Reportér v ringu (Resurrecting the Champ)                  | Metz                         | Rod Lurie          |
| 14. prosinec 2004 | Letec (The Aviator)                                        | Ralph Owen Brewster, senátor | Martin Scorsese    |
| 13. prosinec 2000 | Po čem ženy touží (What Women Want)                        | Dan Wanamaker                | Nancy Meyers       |
| 17. duben 1998    | Objekt mé lásky (The Object of My Affection)               | Sidney Miller                | Nicholas Hytner    |
| 7. listopad 1997  | Město šílenců (Mad City)                                   | Kevin Hollander              | Costa-Gavras       |
| 18. duben 1997    | Vražda v Bílém domě (Murder at 1600)                       | Alvin Jordan                 | Dwight H. Little   |
| 3. leden 1997     | Všichni říkají: Miluji tě (Everyone Says I Love You)       | Bob Dandridge                | Woody Allen        |
| 22. březen 1996   | Flirtování s katastrofou (Flirting with Disaster)          | Richard Schlichting          | David O. Russell   |
| 22. září 1995     | Kanadská slanina (Canadian Bacon)                          | Americký prezident           | Michael Moore      |
| 18. srpen 1993    | Tajemná vražda na Manhattanu (Manhattan Murder Mystery)    | Ted                          | Woody Allen        |
| 7. srpen 1992     | Šepoty ve tmě (Whispers in the Dark)                       | Leo Green                    | Christopher Crowe  |
| 22. červen 1990   | Betsyina svatba (Betsy's Wedding)                          | Eddie Hopper                 | Alan Alda          |
| 13. říjen 1989    | Zločiny a poklesky (Crimes and Misdemeaners)               | Lester                       | Woody Allen        |
| 25. březen 1988   | Nový život (A New Life)                                    | Steve                        | Alan Alda          |
| 14. květen 1986   | Sladká svoboda (Sweet Liberty)                             | Michael Burgess              | Alan Alda          |
| 22. květen 1981   | Čtyři roční období (The Four Seasons)                      | Jack Burroughs               | Alan Alda          |
| 17. srpen 1979    | Svedení Joea Tynana (The Seduction of Joe Tynan)           | Joe Tynan                    | Jerry Schatzberg   |
| 15. prosinec 1978 | Apartmá v Kalifornii (California Suite)                    | Bill Warren                  | Herbert Ross       |
| 22. listopad 1978 | Příští rok ve stejnou dobu (Same Time, Next Year)          | George Peters                | Robert Mulligan    |
| 23. srpen 1972    | Zabít klauna (To Kill a Clown)                             | Maj. Evelyn Ritchie          | George Bloomfield  |
| 9. duben 1971     | Koncert pro Satana/Mefistův valčík (The Mephisto Waltz)    | Myles Clarkson               | Paul Wendkos       |
| červenec 1970     | Pašerácká válka (The Moonshine War)                        | John W. (Son) Martin         | Richard Quine      |
| 2. leden 1970     | Jenny (Jenny)                                              | Delano                       | George Bloomfield  |
| 1969              | Neobyčejný námořník (The Extraordinary Seaman)             | Lt. (j.g.) Morton Krim       | John Frankenheimer |
| 23. říjen 1968    | Papírový lev (Paper Lion)                                  | George Plimpton              | Alex March         |
| 23. září 1963     | Pryč jsou ty dny/To všechno odnes čas (Gone Are the Days!) | Charlie Cotchipee            | Nicholas Webster   |

## Divadelní role (výběr)
| Premiéra          | Název                                     | Role                     | Režie           |
| ----------------- | ----------------------------------------- | ------------------------ | --------------- |
| 1. květen 2005    | Konkurenti (Glengarry Glen Ross)          | Shelley Levene           | Joe Mantello    |
| 18. listopad 2001 | QED (QED)                                 | Richard Feynman          | Gordon Davidson |
| 1. březen 1998    | Kumšt (Art)                               | Marc                     | Matthew Warchus |
| 1992              | Naše městečko (Our Town)                  | divadelní režisér        | -               |
| 24. březen 1992   | Jakeovy ženy (Jake's Woman)               | Jake                     | Gene Saks       |
| 18. říjen 1966    | Jabloň (The Apple Tree)                   | Adam/kapitál Sanjar/Flip | Mike Nichols    |
| 18. listopad 1964 | Sova a kočička (The Owl and the Pussycat) | F. Sherman               | Arthur Storch   |
| 10. únor 1964     | Férová hra lásky (Fair Game for Lover)    | Benny                    | Paul Shyre      |
| 4. únor 1963      | Memo (Memo)                               | ?                        | Sheppard Taube  |
| 28. září 1961     | To všechno odnes čas (Purlie Victorious)  | Charley Cotchipee        | Philip Rose     |

## Zajímavosti
- V červenci roku 1996 byl Alan Alda i se svou manželkou hostem 31. Mezinárodního filmového festivalu v Karlových Varech, kde byl v nesoutěžní sekci uveden film Flirtování s katastrofou (Flirting with Disaster; 1995). Zde si také zahrál tenis s premiérem a pozdějším prezidentem České republiky Václavem Klausem (zápas skončil 6:3 ve prospěch Václava Klause).
- V epizodě seriálu M*A*S*H s názvem Podej pomocnou ruku (Lend a Hand; 1980) se vedle Alana objevuje i jeho otec Robert Alda v roli Dr. Anthonyho Borelliho a také jeho mladší bratr Anthony Alda v roli zdravotníka Jarvise. Robert Alda jako Dr. Borelli se v seriálu M*A*S*H objevil již dříve v epizodě Poradce (The Consultant; 1975). Anthony Alda si s bratrem zahrál ještě ve filmu Sladká svoboda (Sweet Liberty; 1986)
- Společně se svou manželkou Arlene napsal v roce 1983 knihu The Last Days of M*A*S*H o posledním týdnu natáčení seriálu M*A*S*H
- 24. března 1986 byl Alan Alda společně s herečkou Jane Fondovou a hercem Robinem Williamsonem hostitelem 58. ročníku předávání cen americké filmové akademie – Oskarů.
- Alan Alda je otcem tří dcer (Beatrice, Elizabeth a Eve) a dědečkem sedmi vnoučat.
- Pseudonym Alda převzal od svého otce Roberta, který jej vytvořil kombinací prvních dvou písmen svého pravého jména ALfonso a D'Abruzzo
- 31. července 2018 v pořadu CBS This morning veřejně oznámil, že před třemi a půl lety mu byla diagnostikována Parkinsonova choroba [5].